# Wynn Palace
Le Wynn Palace  est un gratte-ciel de 115 mètres de hauteur construit sur le Cotai Strip de Macao en Chine de 2013 à 2015. Il abrite un casino et des chambres d'hôtel sur 29 étages.
Il a été construit sous l'égide de la société Wynn Resorts Limited, du milliardaire américain Steve Wynn spécialiste des casinos. 
Les architectes sont l'agence d'architecture américaine Leo A Daly et l'agence Wong & Ouyang basée à Hong Kong

## Ouverture et Réception
Le 28 janvier 2016, Forbes a décrit le prochain dévoilement du Wynn Palace comme l'une des "20 Ouvertures d'Hôtels les Plus Attendues de 2016.", Malgré les efforts du gouvernement chinois pour transformer les nouveaux casinos de Cotai en attractions familiales, avant l'ouverture, Steve Wynn a décrit le Wynn Palace comme destiné aux "adultes" et "ciblant les personnes de 21 ans ou plus." Le 22 août 2016, Steve Wynn a dévoilé le complexe lors d'un événement officié par des personnalités politiques telles que Chui Sai On de Macao. L'heure officielle d'ouverture du casino était fixée à 20 heures un lundi, considéré comme un moment de signification culturelle, avec des cérémonies d'ouverture se déroulant autour de la fontaine musicale et dans la salle de bal. Le Macau Post Daily a écrit le lendemain que l'ouverture avait attiré "une foule nombreuse à Cotai pour tenter leur chance dans le nouveau casino," et que le design du Wynn Palace avait reçu une réponse positive.
Une semaine après l'ouverture du complexe, des analystes ont affirmé que le casino avait provoqué une augmentation "peu enthousiaste" à "marginale" de la clientèle du marché de masse à Macao, avec Crédit Suisse signalant que les affaires des clients VIP à Macao étaient restées stables. Bien que les bénéfices des jeux à Cotai avaient diminué régulièrement depuis 2014 en raison des campagnes du gouvernement contre la corruption, entre autres facteurs, les revenus bruts du jeu à Macao (GGR) ont augmenté de 1,1 % pour le mois d'août, atteignant 2,4 milliards de dollars, "la première croissance depuis mai 2014 et dépassant les estimations de baisse de 1,5 % de la rue." Barron's a attribué cette augmentation aux "opérateurs de casinos de Macao" et à l'ouverture du Wynn Palace. En déclarant que Macao connaissait une "renaissance" du marché, le 16 septembre 2016, Nasdaq a rapporté que les actions de Wynn Resorts avaient "atteint leur plus haut niveau en 52 semaines." Pour Wynn Resorts, les "revenus bruts du jeu pour le mois d'août ont augmenté de 1,1 %," et AFR Weekend a écrit que le "pari" de Wynn Resorts à Macao avait porté ses fruits, en raison de "signes indiquant que les revenus dans le haut lieu du jeu avaient franchi un point d'inflexion clé."

## Caractéristiques

### Conception et architecture
Inauguré le 22 août 2016, le complexe Wynn Palace à Cotai comprend un luxueux hôtel de 1706 chambres, ainsi qu'un casino, un espace de congrès, un spa, un salon et divers lieux dédiés au commerce, au divertissement et à la restauration. Steve Wynn l'a qualifié de "projet le plus audacieux, ambitieux et charmant" qu'il ait jamais entrepris, avec un design rappelant celui du Bellagio en utilisant des fontaines et des éclairages comme éléments clés d'attraction. Occupant une superficie de construction d'environ 450 000 mètres carrés (4 843 759,68 pi2), la tour principale du Wynn Palace, achevée en 2015, s'élève à 377,30 pieds (115,00104 m) de hauteur, répartie sur 29 étages et a été conçue par Wynn Design & Development.

### Attractions et espaces
Le complexe propose un ensemble d'attractions et d'espaces, incluant des espaces de congrès, des boutiques, des restaurants, des tables de jeux, et des salles de réunion. L'Esplanade du Wynn Palace compte 9 848 mètres carrés (106 002,9896192 pi2) d'espace commercial, et en septembre 2016, des marques telles que Chanel, Chopard, Hermès, Franck Muller, Panerai et Brioni avaient ouvert des boutiques. Le Wynn Palace propose treize lieux de restauration, dont cinq restaurants gastronomiques et huit décontractés. L'un des restaurants de luxe, le Wing Lei Palace, a été conçu par Roger Thomas.
Une zone spa de 4 497 mètres carrés (48 405,3050688 pi2) est gérée par GOCO Hospitality.
Parmi les caractéristiques extérieures, on retrouve un système de transport aérien avec des gondoles, des jardins surélevés, et un 26 783 mètres carrés (288 289,8122432 pi2) Lac de Performance à l'entrée. Le Lac de Performance est une fontaine dansante chorégraphiée par WET, avec plus de 1 000 jets et 2 000 lumières synchronisés sur des morceaux musicaux de Broadway, classiques, traditionnels chinois, et occidentaux,,.

### Design intérieur et œuvres d'art
Steve Wynn a décrit le thème du design intérieur comme étant celui des "fleurs", expliquant que "l'utilisation de... l'eau, de la lumière naturelle et des fleurs a été poussée à un nouveau niveau." Jerry Sibal a été nommé Directeur du Design, du Développement et de la Floraison du Wynn Palace en avril 2015 et est arrivé à Macao en septembre de la même année. Le sous-traitant chinois du design intérieur, Sundart, a publié plusieurs photos du design du Wynn Palace en juin 2015,,, en affichant un thème floral. Certaines des sculptures florales sont animées. On retrouve notamment le carrousel floral et la grande roue florale du designer floral Preston Bailey dans les atriums.
Des œuvres d'art de qualité et des antiquités chinoises sont exposées dans le complexe, comprenant 150 millions de dollars d'art à l'ouverture. Wynn Macau, Ltd, a déboursé pour la première fois 8 millions de livres sterling (12,8 millions de dollars américains) lors d'une vente aux enchères à Londres le 7 juillet 2011, pour un ensemble de quatre vases en porcelaine chinoise du XVIIIe siècle, ainsi qu'une tapisserie chinoise,.